# Pericallis aurita
Pericallis aurita là một loài thực vật có hoa trong họ Cúc. Loài này được (L'Hér.) B.Nord. mô tả khoa học đầu tiên năm 1978.